# Tachina asiatica
Tachina asiatica là một loài ruồi trong họ Tachinidae.